# Achilles Camerlynck
Achilles Camerlynck (Reningelst, 9 mei 1869 - Passendale, 24 november 1951) was een Belgisch kanunnik en hoogleraar.
Na zijn studies aan het Brugse seminarie, studeerde hij verder aan de Katholieke Universiteit Leuven, van 1893 tot 1898. Op 19 mei 1894 werd hij in Brussel tot priester gewijd.
Hij promoveerde tot doctor en magister in de theologie. Hij gaf les in de Heilige Schrift, de zedelijke godgeleerdheid en maatschappijleer in het grootseminarie van Brugge. 
In 1909 werd hij erekanunnik in het Sint-Salvatorskapittel. 
In 1910 werd hij pastoor-deken van de Sint-Petrus-en-Pauluskerk in Oostende en in 1930 pastoor-deken van de Sint-Martinuskerk in Kortrijk. Vanaf januari 1941 genoot hij van het emeritaat bij zijn familie in Passendale.
Achilles Camerlynck was de oom van kanunnik Arthur Camerlynck en van de afgevaardigde bestuurder van de Bank van Roeselare, Jozef Camerlynck.